# Kevin Sorbo
Kevin David Sorbo est un acteur et réalisateur américain né le 24 septembre 1958 à Mound, Minnesota (États-Unis).

## Biographie

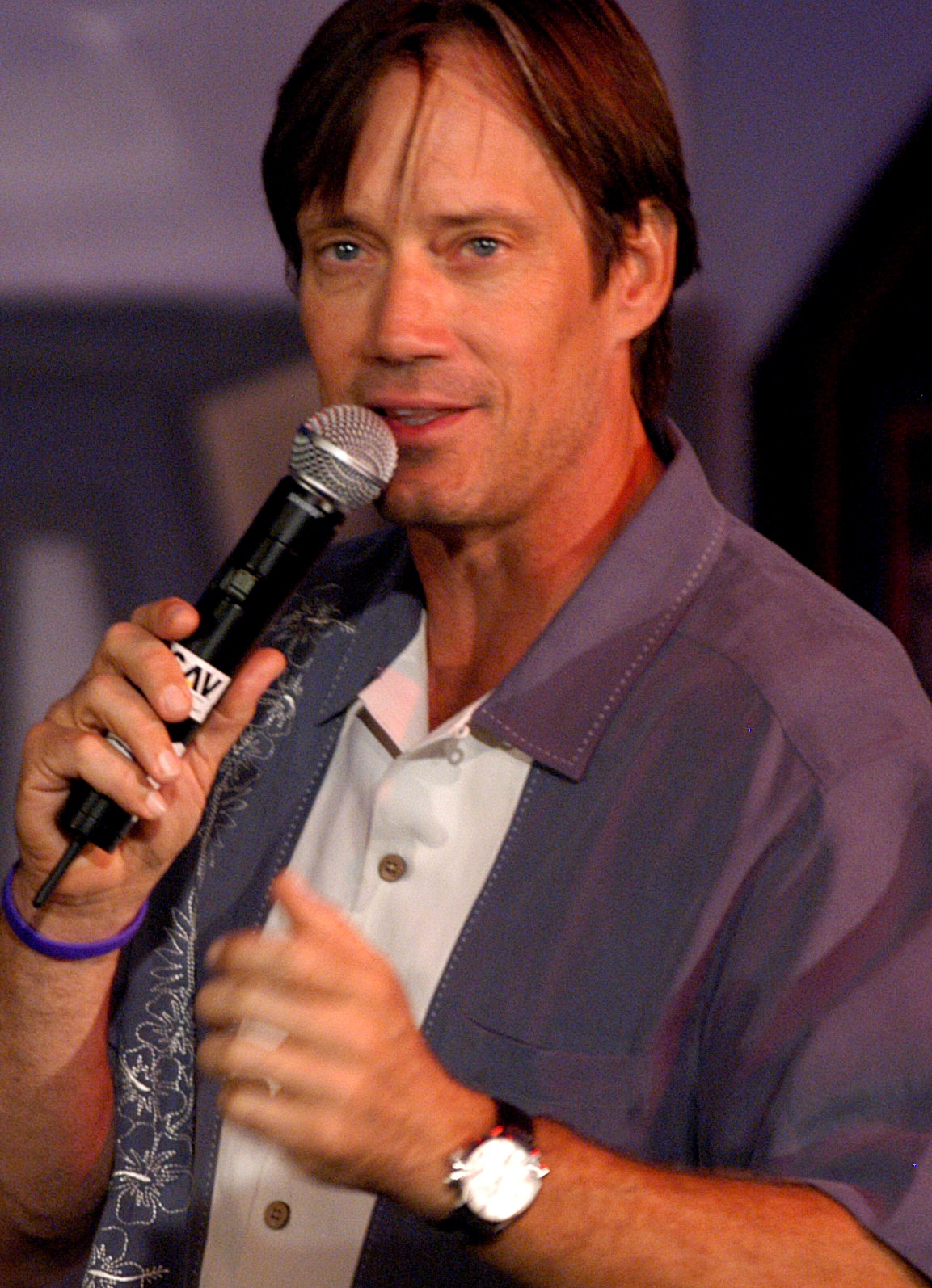
Kevin Sorbo en 2005.

Il est marié à l'actrice Sam Jenkins depuis le 5 janvier 1998 et il a trois enfants.
Ses enfants, Braedon Cooper Sorbo, Shane Haaken Sorbo et Octavia Flynn Sorbo sont respectivement nés en 2001, 2004 et 2005.

## Désinformation
Sur Twitter, il propage des fausses informations à propos de la vaccination contre la Covid-19, de l'élection présidentielle américaine de 2020 et du réchauffement climatique.

## Vie privée
Sorbo a été élevé dans la religion luthérienne, mais a rejoint une église chrétienne évangélique non confessionnelle.

## Filmographie

### Cinéma
- 1993 : Le Triomphe des innocents (Slaughter of the Innocents) : John Willison
- 1997 : Kull le conquérant (Kull the Conqueror) : Kull
- 1997 : Hercules and Xena: Wizards of the Screen : Hercule
- 1998 : Hercule et Xena : La Bataille du mont Olympe (Hercules and Xena: The Battle for Mount Olympus) : Hercule (Voix)
- 2004 : Clipping Adam : Père Dan
- 2006 : Tolérance zero 2 (Walking Tall 2: The Payback) : Nick Prescott
- 2007 : Tolérance zero 3 (Walking Tall 3: Lone Justice) : Nick Prescott
- 2008 : An American Carol : George Mulrooney
- 2008 : Prairie Fever : Sheriff Preston Biggs
- 2008 : Spartatouille (Meet the Spartans) : Capitaine
- 2009 : Tommy and The Cool Mule : Dodge Davis
- 2009 : Bitch Slap : Mr Phoenix
- 2009 : Le souffle de la terre (Fire from below) : Jake Denning
- 2010 : What If... : Ben Walker
- 2010 : Paradoxe : les mondes parallèles : Sean Nault
- 2011 : Julia X : L'Étranger
- 2011 : Mission.Commando : Tyler
- 2013 : Storm Rider : Sam Fielding
- 2013 : Alone for Christmas : Quentin
- 2014 : Dieu n'est pas mort : Professeur Radisson
- 2014 : One Shot : Commandant Gibson
- 2014 : Piranha Sharks : Burman
- 2014 : Le Choix du cœur : le producteur
- 2015 : Jesse James : Lawman : J.Frank Dalton
- 2016 : Rodeo Girl : Duke Williams
- 2016 : Joseph and Mary de Roger Christian : Joseph
- 2017 : Gallows Road : Franck
- 2017 : The Reliant : Rick

### Télévision
- 1984 : Santa Barbara (série télévisée) : Le livreur
- 1992 : Contamination mortelle (Condition: Critical) (Téléfilm) : Dr Thaddeus Kocinski
- 1993 : Arabesque (Murder She Wrote) (série télévisée) : Michael Burke
- 1993 : L'As de la crime (The Commish) (série télévisée) : Mark
- 1994 : Hercule et les Amazones (Hercules and the Amazon Women) (Téléfilm) : Hercule
- 1994 : Hercule et le Royaume oublié (Hercules: The Legendary Journeys - Hercules and the Lost Kingdom) (Téléfilm) : Hercule
- 1994 : Hercule et le Cercle de feu (Hercules: The Legendary Journeys - Hercules and the Circle of Fire) (Téléfilm) : Hercule
- 1994 : Hercule et le Monde des ténèbres (Hercules in the Underworld) (Téléfilm) : Hercule
- 1994 : Hercule et le Labyrinthe du Minotaure (Hercule in the Maze of the Minotaur) (Téléfilm) : Hercule
- 1995 : Cybill (série télévisée) : Rick
- 1995-1999 : Hercule (Hercules: The Legendary Journeys) (série télévisée) : Hercule
- 1995 et 2000 : Xena, la guerrière (Xena: Warrior Princess) (série télévisée) : Hercule
- 1999 : Voilà ! (Just Shoot Me) (série télévisée) : Scott
- 2000-2005 : Andromeda (série télévisée) : Capitaine Dylan Hunt
- 2001 : Dharma et Greg (série télévisée) : Charlie
- 2003 : According to Jim (série télévisée) : Darryl Buckner
- 2004 : La Star de la famille (Hope & Faith) (série télévisée) : Kenny
- 2005 : Love Inc. (série télévisée) : Père John
- 2006 : Mon oncle Charlie (Two and a Half Men) (série télévisée) : Andy
- 2006 : Un nouveau départ (Téléfilm) : Chance Coulter
- 2006-2007 : Newport Beach (The O.C.) (série télévisée) : Frank Atwood
- 2007 : La Créature du sous-sol (Something Beneath) (Téléfilm) : Père Douglas Middleton
- 2007 : Psych : Enquêteur malgré lui (Psych) (série télévisée) : Byrd Tatums
- 2007 : Un devoir de vengeance (Avenging Angel) (Téléfilm) : Le prêcheur
- 2008 : The Middleman (série télévisée) : Guy Goddard
- 2008 : Never Cry Werewolf  (Téléfilm) : Redd Tucker
- 2009 : The Super Hero Squad Show (série télévisée) : Ka-Zar
- 2009 : La Nouvelle Vie de Gary (série télévisée) : Seven
- 2009 : Wolf Canyon (série télévisée) : Rick / Shérif Wolf
- 2009 : Lightning Strikes (Téléfilm) : Shérif Bradley
- 2010 : Hawaii 5-0 (série télévisée) : Carlton Bass (saison 1 épisode 6)
- 2010 : Le costume du Père Noël (The Santa Suit) (Téléfilm) : Drake Hunter
- 2011 : Don't Trust the B---- in Apartment 23 (série télévisée) : Lui-même
- 2013 : Le Ranch de la vengeance (Shadow on the Mesa) : Ray Eastman
- 2016 : Supergirl (série télévisée) : Roi Lar Gand de Daxam (Saison 2)
- 2018 : La Fabuleuse histoire de Bernie le dauphin : Winston Mills
- 2019 : La Fabuleuse histoire de Bernie le dauphin 2 : Winston Mills

### Direct to vidéo
- 2011 : Julia X : The Stranger
- 2012 : Mission Commando (Flesh Wounds) (Direct to DVD) : Tyler
- 2014 : Mythica 1 : La Genèse (A Quest For Heroes) : Gojun Pye
- 2015 : Mythica 2 : La Pierre de Pouvoir (The Darkspore) : Gojun Pye
- 2015 : Mythica 3 : The Necromancer :  Gojun Pye
- 2016 : Mythica 4 : The Iron Crown : Gojun Pye
- 2016 : Mythica 5 : The Godslayer : Gojun Pye

### Doublage
- Jeux vidéo : 2009 : The Conduit : Prometheus (voix)
- Jeux vidéo : 2010 : God of War III : Hercule (voix)
- Jeux vidéo : 2015 : Smite : Hercule - Skin Retrocles (voix)

### Réalisateur
- 1995 : Hercule (Hercules: The Legendary Journeys) (série télévisée)